# 陰莖癌
陰莖癌，正式名稱為陰莖及其他男性生殖器官癌症，泛指陰莖區域出現的惡性腫瘤，出現區域包括陰莖、副睪、精索、輸精管、陰囊、貯精囊及睪丸鞘膜。最常出現的癌症種類為原位鱗狀細胞癌（或稱鱗狀上皮癌）。患者通常於陰莖出現疣狀腫瘤，與俗稱「菜花」的性病疣病徵相似。美國的醫學資料顯示陰莖癌只佔全部男性癌症個案千分之四，即每一千多名癌症男士中只有4人患上。而陰莖癌之年發生率，一向小於每十萬人1人，屬於罕見的癌症。
此病症一旦惡化，就須動手作切除部份陰莖，更嚴重者，須切除整個陰莖。

## 病因
包莖、包皮太緊而沒有接受手術、包皮不能向上翻起，或衛生習慣不良的人，如果包皮垢長期刺激陰莖導致發炎，可能增加陰莖癌的風險。包皮垢也會讓早期癌症較難被發覺。癌前病變例如陰莖角、陰莖乳頭狀瘤、尖銳濕疣（又稱巨大尖型濕疣，Giant condyloma accuminata）、陰莖白斑（Leukoplakia）、增殖性陰莖紅斑症（又稱奎瑞氏紅皮增生症，Erythroplasia of Queyrat）、閉鎖性硬化龜頭炎（Balanitis xerotica obliterans）等，此類病變容易癌變陰莖癌。根據統計，一出生即10天內接受包皮環切術的猶太人，得陰莖癌的比例近乎是零。伊斯蘭穆斯林4至12歲行包皮環切術，患陰莖癌者亦極少。但成年之後再施行包皮環切術，則對陰莖癌無明顯的預防作用。
吸煙是包皮垢外重要的誘發陰莖癌因素，因血凝塊阻塞血管，血管閉塞，除陽痿外亦會癌變陰莖癌。男士濫交、沒進行割包皮手術（割禮）、牛皮癬、人類乳突病毒、曾患或已患上性病疣（椰菜花）、愛滋病等其他性病，均是罹患「陰莖癌」的高危因素。
手淫不是誘發陰莖癌的因素。

## 病徵
陰莖癌腫瘤多是處於龜頭和包皮之間生長，除非去翻開包皮檢查，否則早期不易發現，而次之生長在包皮及陰莖主幹。腫瘤外觀可像是乳突狀扁平突起或潰瘍狀的隆起，分泌惡臭液體，外露癌瘤。然而，陰莖體和尿道口少受包皮垢刺激，癌變成陰莖癌則較少。
陰莖癌癌細胞極少從尿道進入海綿體和膀胱。但腫瘤一旦超過15cm，則常向淋巴結轉移，這時候癌細胞可能穿破巴克氏筋膜侵入海綿體，不常見，但並非不可能。
那時候，陰莖癌癌細胞經由淋巴系統擴散至股淋巴結及腹股溝淋巴結到達骨盆腔，而表淺淋巴結群全被感染之際，陰莖癌愈難治癒，並出現皮膚局部感染壞死，發出惡臭及出血等併發症。
長期患上陰莖癌的人，若有嚴重局部感染或出血，偶而會發生貧血或白血球增高的現象。而其五分之一患者，甚至會在無骨骼轉移下出現血鈣升高現象。

## 診斷
其實診斷陰莖癌並不困難，但是，由於腫瘤長在包皮內，15至50%的病人，會因為各種原因而延遲就醫達一年之久。若10天至14天抗生素療程，仍治療不好龜頭或包皮存在潰瘍或腫塊，應懷疑陰莖癌。
陰莖癌腫瘤容易切片，為免和幾種類似陰莖癌病徵的疾病混淆，通常先用血清學檢查或墨影抹片作鑑別診斷。例如梅毒性下疳（Syphilitic chancre）會造成陰莖無痛性潰瘍、杜克雷嗜血桿菌（Haemophilus ducreyi）造成的類下疳則會產生較疼痛性的潰瘍。
為了檢查患者癌細胞有否轉移，早期醫生會使用淋巴管攝影，從足背淋巴管注入造影劑而作評估，卻會使患者有極大痛苦。現在則進行胸部X光片，骨盆腔及腹部電腦斷層攝影，評估骨盆腔及後腹腔淋巴結腫大的程度。

## 中醫外科學理論
中醫外科（瘍科）把陰莖癌稱為腎岩，又稱腎岩翻花、俗稱翻花下疳。中醫視本病為難治之證，若初覺時，即以藥物調治，並頤養保攝，可冀其久延歲月，若漸至翻花如石榴子樣，則為惡證，非藥力所及，百無一生。清朝高錦庭在《瘍科心得集》中，稱本病與舌疽、失營、乳岩（乳癌）為四大絕症。

## 流行地區
陰莖癌發病率，隨著地理分佈、國家、地區、民族、宗族、衛生習慣等因素而不一致。亞洲、非洲及拉丁美洲各國陰莖癌發病率較高，高達所有癌症之10至20%。然而歐洲、北美、中東各國陰莖癌發病率較低，而以族群觀之，猶太人及穆斯林，發病率則最低，因为他们的传统是儿童一出生即行割礼。大中華地區絕大部分的陰莖癌，皆發生在50至79歲，又以60至69歲最多。

## 外部連結
- 陰莖癌尖銳濕疣圖片（圖片內容可能令人不安）
- 中醫醫藥關於陰莖癌的偏方